# Chiesa di Santa Maria Maddalena (Bergamo, centro via San Giovanni)
La chiesa di Santa Maria Maddalena e istituto delle donne convertite era un edificio di culto di Bergamo. L'edificio si trovava di fronte al parco Suardi poi inserito nel grande complesso della Caserma Montelungo.

## Storia
Molte sono le chiese di Bergamo che furono soppresse, distrutte o che hanno cambiano destinazione d'uso per cause differenti, che nel Cinquecento furono la costruzione delle mura veneziane, e nell'Ottocento le soppressioni napoleoniche per ordine della Repubblica Cisalpina. Il dipinto a volo d'uccello realizzato da Alvise Cima nel Seicento ha permesso la visione e il recupero di antiche informazioni che sarebbero andate perdute. Tra queste vi è la chiesa intitolata a Santa Maria Maddalena in prossimità del ricovero delle donne convertite.
Nel 1532 fu ospite a Bergamo, invitato dal vescovo Pietro Lippomano, san Girolamo Emiliani, fondatore di molte istituzione di pubblica assistenza, invitato nella città orobica, a causa della gravi condizioni che vivevano molti dei cittadini, dopo le incursioni dei soldati tedeschi e dei veneziani, che invece di difendere la città si erano approfittati della situazione, e che avevano lasciato una città distrutta con molti orfani e molti anziani e donne fragili. Il saccheggio dei soldati aveva infatti creato pestilenze e carestie. Fu quindi l'Emiliani, coadiuvato dal vescovo di Bergamo, e da Domenico Tasso che fu poi suo amico personale a fondare istituti caritativi di assistenza. Tra le fondazioni vi fu l'Ospedale delle Convertite che ospitava le donne che volevano uscire dal giro della malavita. Per la sua fondazione furono molte le offerte elargite che permisero l'istituzione anche di orfanatrofi, vi era in prossimità il vicolo degli orfani con la chiesa dell'Annunciazione e dell'antica chiesa di San Giovanni Battista dell'Ospedale sede della vicinia.
Nei primi anni di fondazione le ospiti che volevano seguire una vita migliore, erano gestite e condividevano la regola benedettina del monastero claustrale Matris Domini di Bergamo, solo in un periodo successivo si resero autonome. I locali occupati dalle ospiti erano piccoli, ritenuti angusti. Nel 1596 erano 44 le donne ospitate. Vi era un refettorio e spazi esterni coltivati a ortaggi che davano il sostentamento necessario, era infatti inserita nella regola della comunità i diritti e i doveri: “tutte le convertite habbino il bisogno, lasciando però le delicatezze […] sarà loro dal Pio Luogo somministrato il vitto, cioè, pane, minestra, e companatico la mattina, e la misura d'un boccale di vino; la sera poi la sola minestra, od altro equivalente ne' giorni di digiuno”.
All'interno del fabbricato fu edificata la chiesa dedicata a santa Maria Maddalena, quella che è considerata la prostituta convertita per eccellenza.

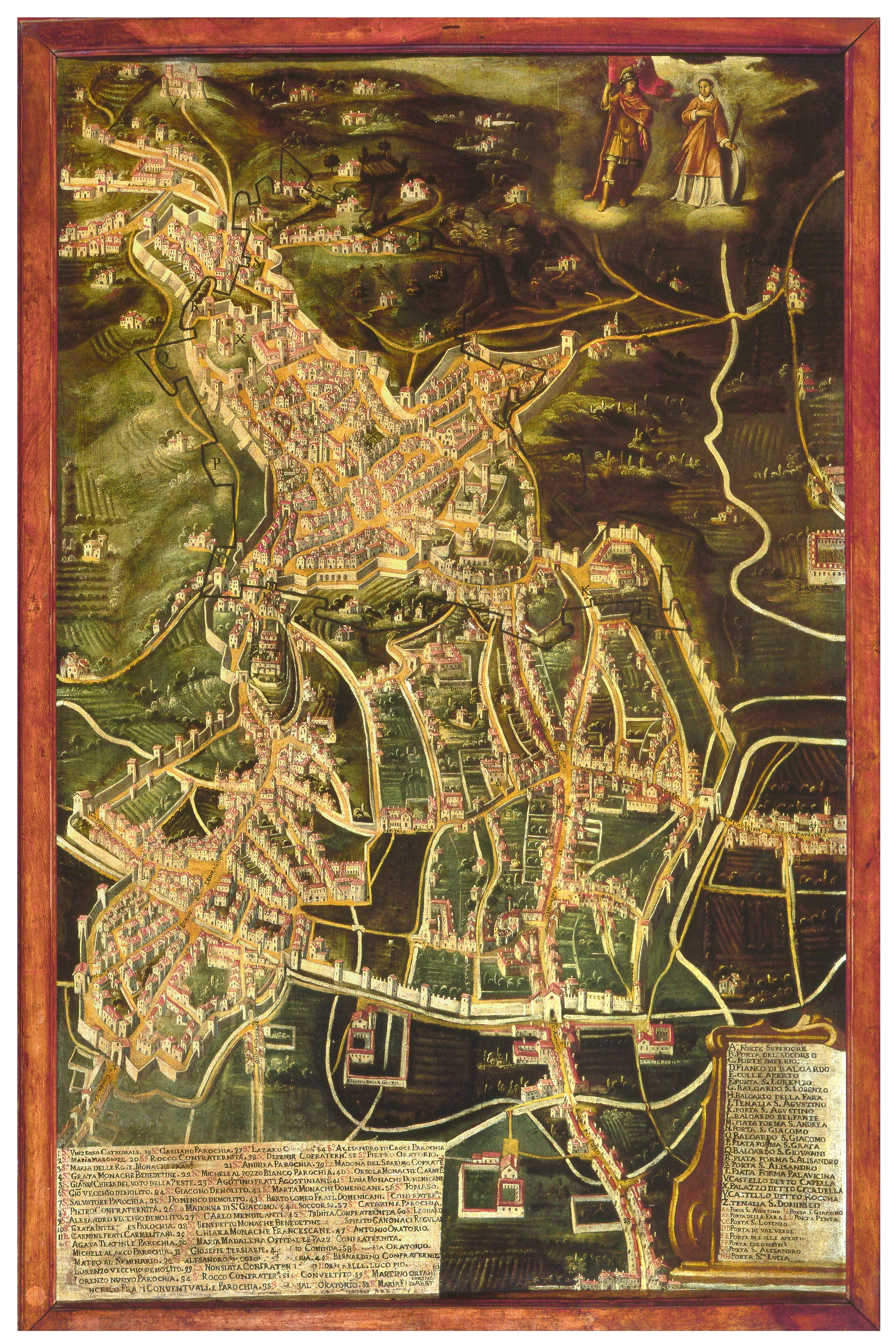
Alvise Cima, Bergamo 1693

## Descrizione
Non rimane più nessuna traccia della chiesa e dell'edificio che ospitava l'istituto delle donne convertite, venne infatti inserito nel grande complesso della Caserma Montelungo.
Secondo il dipinto di Alvise Cima, conservato presso il museo del Cinquecento, la chiesa era completa di una piccola torre campanaria.